# Billy le Bordelais
Singles de Joe Dassin
Le Chemin de papa / Les Champs-Élysées
(1969) L'Amérique / Cécilia
(1970)
Clip vidéo
[vidéo] « Billy le Bordelais (live officiel, 1970) », sur YouTube
Billy le Bordelais est une chanson de Joe Dassin. Elle a été publiée sur la face B du single C'est la vie, Lily au début de 1970.

## Composition
La chanson a été écrite par Pierre Delanoë et composée par Joe Dassin,.

## Liste des pistes
Single 7" single C'est la vie, Lily / Billy le Bordelais CBS 4736
A. C'est la vie, Lily (3:03)
B. Billy le Bordelais (4:02),